# 지능형 로봇
반려로봇은 외부환경을 인식(Perception)하고, 스스로 상황을 판단(Cognition)하여, 자율적으로 동작(Manipulation)하는 로봇을 의미한다. 기존의 로봇과 차별화되는 것은 상황판단 기능과 자율동작 기능이 추가 된 것이다. 상황판단 기능은 다시 환경인식 기능과 위치인식 기능으로 나뉘고. 자율동작 기능은 조작제어 기능과 자율이동 기능으로 나눌 수 있다. 따라서 이 4가지 기능을 가능하게 하는 기술을 지능형로봇의 4대 중점 돌파기술이라 한다. 지능형 로봇의 미래에 대해 부정적인 이미지로는 인간의 일자리를 빼앗고 로봇병기가 지배하는 암울함이고, 긍정적인 이미지로는 가까운 미래에 다양한 분야에서의 지능형 로봇 출현으로 인하여 많은 사람들에 새로운 일자리와 복지를 제공할 것으로 예상된다.

## 개요
용도에 따라 전투용 로봇은 캐터필러형 이동 메커니즘을 갖는 탱크형 형태를 지니고, 집안에서 사용되는 가정용 로봇은 바퀴형 이동기능을 탐색하고 소형컴퓨터가 탑재된 이동 컴퓨터의 모습을 갖는다. 제니보 같은 애완로봇은 강아지의 형태를 지니며, 아이들과 친숙해야 하는 교육용로봇은 반신형 인간적모습을 갖는다. 일본의 아시모와 대한민국의 휴보와 같은 인간형 로봇(Humanoid)은 두팔과 양다리의 2족보행기능을 갖는 모습을 지녀, 앞으로 20년쯤이면, 영화 아이로봇이 그려낸 것처럼, 인간과 함께 생활하며, 인간의 보조자로서의 기능을 할 것으로 예상된다. 재질도 발전하여, 금속의 재질에서 실리콘형태의 인공피부를 갖는 안드로이드 로봇도 있으며, 대표적인 것이 한국의 '에버'이다. 장애인을 위한 인공눈, 인공팔, 인공다리와 같이 생체인터페이스형 로봇도 연구되고 있으며, 살아있는 인간과 로봇이 한 몸이 되는 사이보그(Cybog)의 출현도 예상된다.

## 역사
- 1921년 체코의 극작가 카렐차페크의 소설 'R.U.R'에서 처음 '로봇'이란 용어가 등장
- 1959년 Unimate사에서 Joseph Engelber등에 의해 최초의 산업용 로봇 개발
- 1974년 신시내티사에서 최초의 컴퓨터로 제어되는 산업용 로봇 T3개발
- 1979년 일본의 Yamanashi대학에서 SCARA(Selective Compliance Assembly Robot Arm)로봇 개발
- 1997년 일본의 혼다사에서 최초로 계단을 오르는 인간형 로봇 P2(Asimo의 전신) 발표
- 1999년 일본 소니사에서 최초의 애완로봇 AIBO(Artificial Intelligence Robot) 출시
- 2003년 미국 NASA에서 이동로봇 '스피릿'이 화성에서 탐사활동
- 2004년 미국 수술용로봇 다빈치 시스템 개발,FDA인증 상용화
- 2006년 미국 국방로봇 보스톤 다이나믹스사의 BigDog개발[4]
- 2008년 대한민국 "지능형 로봇 산업육성 특별법" 제정
- 2018년 대한민국 "지능형 로봇 산업육성 특별법" 개정(2028년까지 연장)

## 기술현황

### 인공지능
최근 홍콩과 중국의 로봇 제조사인 한슨 로보틱스에서 최신 인공지능 로봇 , '한(Han)'을 공개하였다. 한은 사람과 대화를 할 수 있는 건 물론, 사람의 표정, 성, 나이 등을 캐치할 수 있다. 한의 가장 놀라운 점은 인간같은 표정을 지을 수 있다는 것이다.

### 조작제어 기술
조작제어 기술은 지능형 로봇 기술의 4대 중점 기술중 하나로서, 물건을 잡고, 자유롭게 핸들링하는 기술이다. 조작제어 기능은 로봇이 컴퓨터와 차별화되는 가장 강력한 기능이다. 집안에서 노약자들을 보조해주는 실버로봇의 예를 보면, 노약자 부축기능, 심부름 기능, 가사서비스 등 각종 서비스가 조작제어 기술의 실현여부에 따라 가능해질 것으로 보인다. 이 기술은 100으로 보았을 때, 세계적으로도 60정도(4세정도의 핸들링 지수)의 수준에 머물고 있으며, 모든 로봇연구자들이 끊임없이 도전하는 가장 로봇다운 챌린져형 기술이다. 인간의 다섯 손가락 모양의 스마트핸드 기술이 대표적이며, 독일의 DLR핸드가 가장 앞선 것으로 평가된다.
인간형 로봇은 인간과 같은 촉각, 역각 센서를 갖추고, 과도로 과일을 깎는 정도의 물체핸들링 능력을 갖는다. 이러한 기술이 구현되려면, 신소재 액츄에이터, 다지손 메커니즘 설계, 다축협조제어, 역각제어, 학습형 파지제어 등 많은 원천기술이 확보되어야 한다. 그러나 신소재, 차세대 컴퓨터, 반도체 집적기술, 인공지능 기술의 발달 추세로 보아, 앞으로 10년 내에 이러한 기술이 현실될 것처럼 보이지 않는다. 10년 내에 현실적으로 다가올 로봇기술은 기존 로봇 청소기의 한계를 극복하는 정리정돈 기능을 하는 조작제어 기술로 보인다.
현재 청소로봇은 단순히 흡입능력에만 의존한다. 따라서 구석청소가 안되는 결정적인 단점을 갖는다. 머니퓰레이터가 부착된 정리 정돈 로봇은 현재의 산업용 로봇 팔의 형태를 지니고, 경량구조의 양팔을 갖는다. 한쪽팔은 진공흡입기를 갖고 있어, 구석구석의 먼지를 빨아내며, 또 한쪽 팔은 집안 어지러진 가벼운 옷가지, 휴지등을 치우는 기능을 할 것으로 예상된다.

### 자율이동 기술
자율이동 기술은 자유롭게 이동할 수 있는 기술로서, 바퀴형, 4족형, 2족형 등의 이동메커니즘으로 분류된다. 바퀴형의 경우 경로계획과 제어기술이, 4족형의 경우 미국의 빅독과 같은 야지를 이동하며, 밸런싱을 할 수 있는 기술이 핵심기술이다. 2족형의 경우, 아시모와 휴보가 보여주는 것처럼, 인간의 보행형태를 실현하는 기술이다. 현재는 4족형의 경우 90수준(노새와 같은 이동 지수)에 도달한 것으로 보이며, 2족형의 경우 50의 수준(막 걸음마를 배운 2세의 이동 지수)에 머문 것으로 판단된다. 아시모의 경우 계단오르기, 5km/h의 속도로 달리기 등이 가능하나, 한국의 휴보와 사실상 마찬가지로 약간의 돌출물(카펫의 가장자리 등)도 감지를 못해 넘어지는 한계를 보이고 있다.
자율이동 기술은 크게 기계적 위치이동기술, 자율 경로계획 충돌회피 등 경로를 따라 이동하는 기술로 구성된다. 현재 센서 정보만 실시간으로 제공된다면, 충돌회피 등 경로계획부의 구현은 어렵지 않다. 문제는 한국의 주거공간에 맞는 문턱 승월과 계단오르기 등 별도의 메커니즘의 추가가 필요하다는 사실이다. 그러나 현재 제품형 로봇에서 사람의 다리나, 동물의 다리형태를 지닌 족보행능력을 부여하는 것은 가격면에서나 기술적으로 아직 시기 상조로 보인다. 오히려 주거공간을 로봇이 이동할 수 있도록 램프를 설치하는 등 개조하는 것이 더욱 현실성 있어 보인다.
중요한 것은 이러한 제품형 기술 또한 집중적 투자로 확보되어야할 기술이며, 3-4년 내에 제품으로 적용될 수 있는 수준이 되도록 기술력을 집중해야 할 것이다.

### 물체인식 기술
물체인식[物體認識]은 지능형 로봇의 4대 중점기술 중 하나로서, 미리 학습을 한 지식정보를 바탕으로, 물체의 영상을 보고, 물체의 종류, 크기, 방향 위치 등 3차원적 공간정보를 실시간으로 알아내는 기술이다. 앞의 2개의 기술과 달리, 로봇분야 뿐만 아니라 컴퓨터과학 분야 전체의 도전과제이다. 인공지능의 비밀이 풀려야 될 정도로 매우 어려운 기술이다. 현재는 미국의 ER사가 가장 앞선, 물체인식 SW를 상품화하였으나, 그 인식률은 아직 50(유아수준의 인식 지수)정도의 수준에 머무는 것으로 판단된다. 로봇분야에서는 이동중 인식기능 등에 특화하여, 집안에서 특정물건을 구분해내어, 주인에게 배달하는 심부름 로봇등에 적용하는 것이 필요하다.
인간과 같이 두눈을 가지고 사물을 판별하는 기술은 앞으로 10년 이후에도 완벽히 재현하기 어려운 고난이도의 기술이다. 따라서 제품형 로봇에 맞는 물체인식은 카메라가 아닌 레이저 공간센서와 같은 측정기술을 삼차원으로 적용하는 형태가 될 것이다. 즉 바닥을 스캔하여, 이물질을 판단하며, 간단한 3차원 모델로 물체의 종류를 판단한다.

### 위치인식 기술
위치인식은 지능형 로봇의 4대 중점기술 중 하나로서, 기계가 스스로 공간지각능력을 갖는 기술이다. 인공지능적 기술이 기반이 된다. 물체인식과 더불어 2대 인지기술로서, 로봇의 자율이동 기능구현에 핵심이 되는 기술이다. 센서기반, 마크기반, 스테레오 비전 기반 위치인식기술 등 다양한 접근법이 연구되고 있으나, 현재 상용화되고 있는 기술은 마크기반 정도이다. 삼성의 청소로봇 하우젠이 천정의 윤곽을 보고 위치를 인식하는 것으로 알려지고 있다. 청소로봇, 가사로봇 등 가정용로봇이 상용화되기 위해 가장 먼저 풀어야 기술이다. 이 역시 위치인식률은 50정도의 수준으로 앞으로 많은 연구가 필요한 분야이다.
임의의 공간에서 위치를 판별하는 기능 또한 현재로선 인공지능이라는 지식핸들링기술의 비밀이 벗겨지지 않는 당장 실현될 것으로 보이지 않는다. 제품형 로봇에서는 RF기반 위치센서 등이 실내 GPS역할을 하며 위치를 판별할 수 있을 것으로 보인다.

### HR 인터레이스 기술
인간과 기계의 인터페이스 기술로, 감정을 이해하는 인공감성기술, 생체와 인터페이스 바이오인터페이스 기술, 제스처인식등을 통해 인간의 의도를 알아내는 기술로서, 인공지능기술과 BT기술이 융합되는 가장 궁극적으로 구현될 기술이다. 현재의 수준은 10에 못미치는 가장 어려운 기술 중 하나이다. 이 기술이 풀리면, 본격적인 로봇시대가 열릴 것으로 보인다.

### 로봇 부품 기술
앞의 5대기술을 가능하게 하는 기본적인 요소기술로서, 인공눈, 초소형모터, 촉각센서, 인공피부, 마이크로 모터, 인공근육 등 다양한 소재와, 메카트로닉스적 융합기술이 구현되는 분야이다. 현재는 MEMS(초소형 메커트로닉스 기술)기술을 기반으로한 센서기술과, 인간형 로봇을 위한 조작, 이동기술에 필요한 인공근육의 연구등이 한창이다.

## 응용 분야
과거의 로봇은 주로 산업용으로 주로 사용되었으나, IT기술과 인공지능, 센서 및 액츄에이터 기술 등의 발달로, 그 범위는 가정, 복지, 교육, 오락, 의료, 국방, 사회안전, 해양, 환경 등 점차 그 범위가 더욱 확대될 것이다.

### 가사지원/실버 로봇
가사지원 로봇은 청소로봇에서 심부름로봇에 이르기까지 집안일을 도맡아 하는 로봇이다. 현재의 잘 정돈된 바닥만 청소하는 진공청소 로봇이 보다 진화하여, 3차원 센서를 가지고 바닥에 떨어진 옷가지들을 구분해 내고, 머니퓰레이터가 장착된 청소로봇은 어지럽혀진 물건들을 정리하는 정리정돈 로봇이 개발될 예정이다. 보다 인지기능이 발달하면, 주인을 알아보고, 물컵등을 배달하는 심부름로봇에서, 설거지, 밥상차리기 등을 보조하는 가사지원 로봇이 일반 가정에 보급되는 그날, 가사지원 로봇은 가전사업의 꽃으로 거대한 산업으로 형성될 전망이다.
실버로봇은 독거노인을 보조하는 로봇이다. 스스로 거동이 불편한 노인을 위해, 옷갈아 입히기, 배변보조, 부축하며 같이 움직이기 등 현재의 간병사들이 하는 환자보조 업무를 수행할 수 있다. 인간의 제스처 인식이나, 얼굴표정 인식을 갖추어 주인의 의도와 상태를 인식할 수 있다. 인간의 몸과 같은생체를 안전하게 핸들링하기 위해, 인공피부와 촉각센서등을 갖추고 있다. 인간의 몸을 부축하기 위해, 텐더블 머니퓰레이션 기능이 구현되며, 인공근육과 같은 보다 효율적이고 강력한 힘을 내는 액츄에이터도 필요할 것으로 예상된다. 근력 증강 및 보행보조, 무거운 물건들기 등을 가능하게 하는 웨어러블 로봇도 실버로봇의 한 형태가 될 것으로 예측된다.

### 교육/오락 로봇
로봇만큼 어린이들에게 인기있는 장난감과 애니메이션이 없다. 이를 활용한 교육효과는 어린이 두뇌형성에 매우 큰 것으로 알려지고 있다. 지금도 로봇올림피아드 등 교육로봇 경진대회에 해마다 2만명 이상의 학생이 참가하는 등 교육용로봇 시장은 이미 형성되어 있다. 보다 교육컨텐츠와 연결되어, 지능형로봇이 보급된다면, 지능형로봇이 교육산업의 핵심으로 막대한 시장창출을 할 것으로 전망된다.

### 의료/헬스케어 로봇
수술로봇, 재활로봇, 간호/간병로, 진단로봇, 병원 물류 로봇 등 다양한 의료로봇이 현실화되어, 의료로봇산업이 거대 산업으로 발전될 전망이다. 이미 수술로봇에는 미국 인튜이티브 서지컬사의 복강경 수술로봇인 다빈치시스템이 독점적 위치를 점하고 있으며, 이밖에도 마코서지컬사의 관절수술로봇, 마조로보틱스의 척추수술로봇이 병원에서 활약하고 있다. 재활분야에서는 바이닉스사의 의족로봇 등이 상용화되었으며, 인공지능기술의 발달로 다양한 의료데이터와 결합하여 보다 정밀하고 비침습적인 로봇들이 등장할 것으로 기대된다. 노령화시대를 맞아 노인들의 건강을 돌보는 헬스케어 로봇도 현실화되어 지능형로봇이의료산업의 핵심으로 막대한 시장창출을 할 것으로 전망된다.

### 국방/안전 로봇
지금도 각종 테러나 범죄에서 군사용로봇의 활약상은 매우 두드러진다. 이라크에 파병되어 작전을 돕는 폭탄제거로봇에서 재난현장에서 사람을 구출하는 안전로봇, 범죄예방을 위해 순찰하는 감시카메라(CCD)가 진화한 형태인 감시순찰 로봇에 이르기까지, 로봇기술에 의해 사회가 지켜지는 시대가 열릴 것이다. 인공지능을 기반으로 한 범죄 사전 예방, IT네트워크와 연동되는 범인 추적기능까지 갖게 되면, 안전로봇은 국방산업 및 보안산업의 꽃으로 거대 산업을 형성할 것으로 전망된다.

### 해양/환경 로봇
해양/환경로봇은 극한로봇의 일종이다. 현재의 화석에너지를 대체하는 해양에너지분야, 식량부족을 해결할 해양자원을 탐사하는 로봇이 새로운 해양산업으로 등장할 것이다. 인간이 갈 수 없는 심해를 탐사하며, 자원과 에너지를 개발하는 기술에서 해양로봇을 활용한 기술이 꼭 필요할 것으로 기대된다. 또한 환경오염을 감시하고, 오염을 정화시키는 환경미화 로봇도 등장할 전망이다.

## 국가별 현황

### 미국
미국은 산업용 로봇의 창시국이다. 시장규모면에서 세계 2위, 인공지능 등 원천기술 분야에서 세계 1위의 로봇 선도국이다. 우주, 국방, 의료 분야에서 로봇기술의 활용이 돋보이며, 카네기공대의 RI연구소, MIT공대의 AI연구소, NASA의 JPL연구소, 샌디아국립연구소, 스탠포드대의 SRI연구소, 미국방연구인 DARPA 등에서 로봇연구가 활발하게 진행 중이다. 대표적인 기업으로는 세계최초의 청소로봇 룸바를 생산하는 아이로봇, 최근 빅독으로 유명세를 탄 보스톤다이내믹스사, 수술로봇의 세계1위 기업 다빈치시스템의 인튜이티브서지컬 등이 있다. 마이크로소프트도 SW개발환경인 Robotic Studio를 개발하는 등 로봇산업 진출에 큰 관심을 보이고 있다. 학회로는 매년 세계적인 로봇권위자들이 모여, 연구결과를 발표하고 토론하는 IEEE Robot and Automation 학술회의가 있다. 미국 정부도 2008년 7월 국가혁신위원회(NIC)에서, 앞으로 25년후 국가지도를 바꿀 6대 파괴적 영향력을 갖는 기술(disruptive technology)로서 서비스 로봇을 선정할 정도로 로봇분야 R&D에 국가적 재원을 집중 투입하고 있다.

### 일본
일본은 미국에서 발명된 산업용 로봇(Unimation사의 PUMA)을 본격적으로 산업화한 시장규모면에서 세계1위의 로봇 강국이다. 미쓰비시 중공업, 히다찌, 야스카와, 나가사키 중공업 세계 굴지의 산업용 로봇 제조회사들이 로봇산업을 형성하고 있다. 특히 산업용 모터, 하모닉 드라이브와 같은 정밀 감속기, 엔코더 및 CCD 카메라와 같은 로봇센서 등 부품산업에서 세계적 경쟁력을 갖추고 있다. 1997년 혼다사가 발표한 인간형로봇 아시모의 등장으로 지능형 로봇 시대를 열었으며, 2000년 SONY사 발표한 애완로봇 아이보와 춤추는 로봇 큐리오의 등장으로 본격적인 서비스 로봇 산업이 시작되었다. 2년에 한번씩 열리는 Robodex에서는 로봇관련 대기업, 중소기업들이 혁신적인 서비스 로봇을 출품하고 있다. 일본 정부도 "Made in Japan"전략의 일환으로 서비스 로봇 산업을 국가적 핵심산업으로 육성하고 있다. 일본과 한국의 케어봇은 목적과 기능 측면에서 유사한 면이 많지만, 몇 가지 차이점이 있다.
일본의 케어봇은 일본의 문화와 사회환경에 맞추어 개발된 경향이 있다. 예를 들어, 일본의 케어봇은 노인들과의 대화에서 일본어의 특성을 고려하여 설계되어 있다. 또한, 일본에서는 케어봇을 보조적인 도구로 사용하는 것이 일반적이다. 즉, 케어봇은 노인들이 직접 사용하는 것이 아니라, 케어스태프와 함께 사용되는 경우가 많다.
반면, 한국의 케어봇은 노인들이 직접 사용하는 것을 목적으로 개발된 경우가 많다. 따라서 한국의 케어봇은 노인들의 실제 사용 환경에 적합하게 개발되어 있다. 예를 들어, 한국의 케어봇은 한국어로 음성인식이 가능하며, 한국의 양로원에서 많이 사용되는 침대나 의자 등의 특수한 환경에서도 사용이 가능하도록 설계되어 있다.
일본의 케어봇은 기술적으로 더욱 발전된 경우가 많다. 일본에서는 이미 상용화된 케어봇이 많이 존재하며, 인공지능, 로봇공학 등의 기술이 적극적으로 활용되고 있다. 반면, 한국의 케어봇은 아직 상용화된 제품이 많지 않으며, 기술적인 발전 가능성이 여전히 크다. 총적으로 일본과 한국의 케어봇은 지역적, 문화적 배경에 따라 차이가 있으며, 각각의 장점을 살리기 위해 개발되고 있다.

### 유럽
유럽은 전통적으로 낙농산업과 복지산업이 발달한 지역이다. 로봇도 농업용 로봇과 실버복지 로봇에 대한 연구가 한창이다. 독일의 KUKA로봇, 스웨덴의 ABB 등 산업용 로봇 강국이 있으며, 프랑스도 교육용로봇과 같은 서비스로봇에 대한 투자를 강화하고 있다. 독일의 DLR연구소의 스마트 로봇핸드 등 원천기술에 대한 연구도 활발하다.
일렉트로눅스사의 청소로봇 트릴로바이트 등 서비스로봇에 대한 제품도 생산되고 있다.

### 중국
중국도 로봇을 신산업으로 지정하여, 국가적 역량을 집중하고 있다. 한국의 IT839정책을 본 따, 국가적 육성정책을 마련하고 있으며, 교육용 로봇 등에 관심을 보이고 있다.

## 산업전망
로봇산업은 로봇 완성품이나 로봇부품을 제조, 판매, 서비스하는 산업을 말한다. 로봇산업의 특징은 지능형 로봇자체가 갖고 있는 메카트로닉스의 속성상, 자동차산업과 같은 기계산업, PC 나 반도체산업과 같은 IT산업의 특징을 모두 갖는다.
로봇은 단순하게 반도체와 같이 하나의 칩만으로 구성된 것도 아니며, PC처럼 정적 시스템도 아니다. 오히려 외부세계에서 작동한다는 측면에서 자동차와 가깝다. 그러나 단순하게 자동차산업의 외형의 특징을 갖추면서도, 분류는 IT산업으로 분류된다. 그 이유는 로봇의 3대기능(지능, 정보, 제어) 중 2개(지능, 정보)가 IT기술이기 때문이다. 따라서 로봇산업은 IT기술을 주축으로 한 MT산업, 즉 IT와 MT가 융합된 산업이라 말할 수 있다.
해마다 유엔경제협회(UNECE), 미쓰비시경제연구소(일) 등에서 세계시장 규모 분석과 예측에 관한 보고서를 발간하고 있다. 이 보고서에 따르면, 로봇산업은 신성장동력의 핵심산업으로 앞으로 20년내에 모든 산업이 로봇화될 것으로 전망되며, 로봇산업에서 우위를 점하는 국가만이 미래 기술경쟁시대에 살아남을 만큼 하나의 산업이 아닌 국가경쟁력의 핵심이 될 것이다.

## 같이 보기
- 인공지능
- 지능형 에이전트
- 인지적 구조
- 인지 과학
- 사이버네틱스